# エミリオ・ラルディ

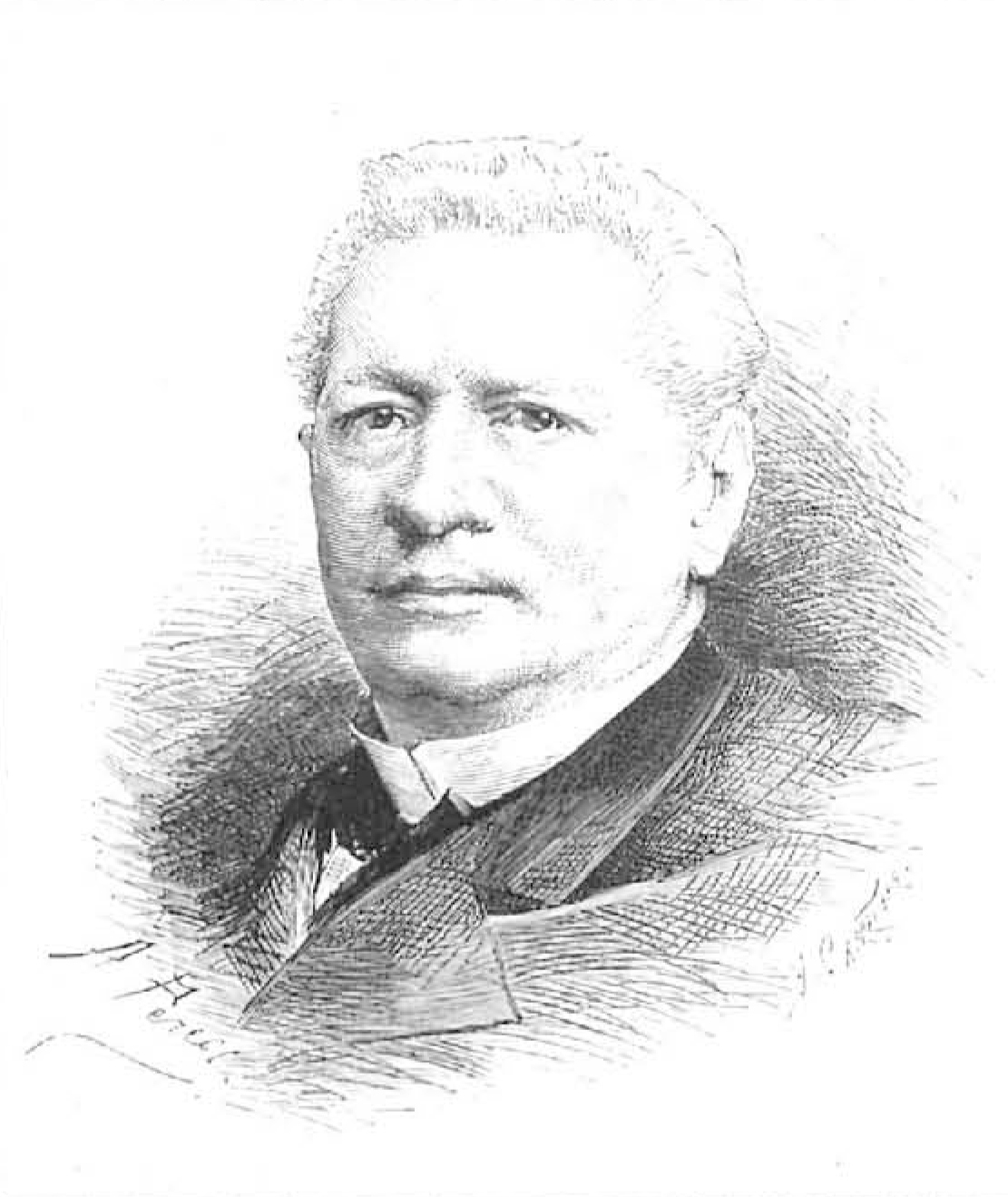
エミリオ・ラルディ
アルフレド・ペレア画

エミリオ・ラルディ (西：Emilio Lhardy、1808年5月11日 - 1887年1月17日)は、フランス - スペインのパティシエ、料理人、実業家。1839年にマドリードのサン・ヘロニモ通りにレストラン「ラルディ」を設立した。

## 経歴
エミリオ・ラルディ（本名：Émile Huguenin Dubois）は、フィリピン人のデュボア（Dubois）と、フランシスコ・ユグナン（Francisco Huguenin）の間に生まれた。両親はどちらもスイスのヌーシャテル州出身であった。 若きエミールはブザンソンでパティシエの見習いをした後、パリで学び、ボルドーに定住した。ボルドーでは、スペイン立憲革命後にフェルナンド7世の報復から逃れた多くのスペイン人亡命者と会った。また、このスペインの村ではプロスペル・メリメとの交友があり、マドリードにレストランを出すことを提案したのはこのフランス人作家だった可能性がある。

### ボルドーからマドリードへ
そのアイデアが彼自身のものであったのかはともかく、エミリオは1839年に当時、作家のベニート・ペレス・ガルドスが「市内で最もにぎやかな通り」と呼んだサン・ヘロニモ通りにのちに神話的となる店を開いた。それらのなかで、エレガントな旅館の「フォンダ (スペイン)」と、カフェ「黄金の泉」は1843年にフラン人実業家、カジミール・モニエの手に渡った。モニエはそれらをバスルーム・書店・旅館の複合施設とした。エミリオ・ラルディの新しいペストリー・ショップは 、カルロス3世の測量記録によると、1848年まで石畳にならなかったサン・ヘロニモ通りのブロック207に建てられた。
当時の有名人たちにとって、ラルディの出現は大きな意味があった。とくにホセ・デ・サラマンカ・イ・マヨルとの交流は大きな影響力を持ち、1841年に侯爵の長男の洗礼式で催された宴はラルディの名を一躍有名にしただけでなく、鉄道路線開通などの特定のイベントのためのケータリング・ビジネスの基礎を築いた。
円熟期を迎えた実業家は、フアナ・ガリゲス（Juana Garrigues）と結婚し、永続的な家族の礎を築いた。1847年8月20日に長男のアグスティン・ラルディが誕生。彼はのちに父の事業を継いだ。
エミリオ・ラルディは1887年1月17日（月曜日）に82歳で死去した。2日後に営まれた葬儀では、多数の公人・私人が参列した。彼の遺体はマドリードのイギリス人墓地に埋葬された。

### マドリードとラルディ
1世紀以上もの間、ラルディはスペインとマドリードの歴史の一部を担ってきた伝統を持つ空間と考えられていた。レストランは最高の食品評論家によって賞賛されている。そして、19世紀と20世紀の数多くの文学作品に採り上げられている。98年世代の作家、アソリンは次のように語った。「ラルディのないマドリードなど想像することはできない。」